# Regió Metropolitana de São Paulo
La Regió Metropolitana de São Paulo, també coneguda com el Gran São Paulo, reuneix a 39 ciutats de l'estat de São Paulo, en un intens procés de conurbació. El terme es refereix a l'extensió de la capital de l'estat, amb les seves ciutats veïnes que formen una expansió urbana contínua.
L'Estat de Sao Paulo, segons dades de 2022, té 44.420.459 habitants, mentre que la ciutat de São Paulo és la sisena ciutat més gran del món amb 11.451.245 persones.
Altres regions prop de São Paulo són també àrees metropolitanes de l'estat com Campinas, Santos i Sao José dos Campos, i altres ciutats properes inclouen conurbació urbana, Sorocaba i Jundiaí.
La població total d'aquestes àrees, juntament amb la capital - l'anomenat Complex Metropolità Expandit - supera els 29 milions, aproximadament el 75% de la població de tot l'estat.
Les àrees metropolitanes de Campinas i Sao Paulo ja forman la primera Macrometropolis de l'hemisferi sud, unint-se a 65 municipis que junts alberguen a un 12% de la població.